# Női 10 méteres szinkronugrás a 2022-es úszó-világbajnokságon
A 2022-es úszó-világbajnokságon a műugrás női szinkron 10 méteres versenyszámának selejtezőjét június 30-án délelőtt, a döntőjét pedig kora este rendezték meg a budapesti Duna Arenában.
A kínai Csen Jü-hszi (Chen Yuxi), Csüan Hung-csan (Quan Hongchan) duó szerezte meg az aranyérmet, és közel 70 ponttal utasították maguk mögé a második amerikai kettőst, Delaney Schnellt és Katrina Youngot. A dobogó harmadik fokára a maláj páros, Pandelela Rinong Pamg és Nur Dhabitah Sabri állhatott fel.

## Versenynaptár
Az időpont(ok) helyi idő szerint olvashatóak (UTC +01:00):
| Dátum                       | Időpont       | Forduló   |
| --------------------------- | ------------- | --------- |
| 2022. június 30., csütörtök | 09:00 – 10:35 | Selejtező |
| 2022. június 30., csütörtök | 19:00 – 20:05 | Döntő     |

## Eredmény
| #  | Versenyző                                                | Ország                   | Selejtező | Selejtező | Döntő  | Döntő   |
| #  | Versenyző                                                | Ország                   | Pontok    | Rangsor   | Pontok | Rangsor |
| -- | -------------------------------------------------------- | ------------------------ | --------- | --------- | ------ | ------- |
|    | Csen Jü-hszi (Chen Yuxi) Csüan Hung-csan (Quan Hongchan) | Kína (CHN)               | 352,08    | 1.        | 368,40 | 1.      |
|    | Delaney Schnell Katrina Young                            | Egyesült Államok (USA)   | 296,28    | 2.        | 299,40 | 2.      |
|    | Pandelela Rinong Pamg Nur Dhabitah Sabri                 | Malajzia (MAS)           | 270,90    | 6.        | 298,68 | 3.      |
| 4. | Arai Macuri Itahasi Minami                               | Japán (JPN)              | 275,46    | 4.        | 297,84 | 4.      |
| 5. | Elena Wassen Christina Wassen                            | Németország (GER)        | 281,88    | 3.        | 284,16 | 5.      |
| 6. | Kszenija Bajlo Szofija Liszkun                           | Ukrajna (UKR)            | 267,72    | 8.        | 283,08 | 6.      |
| 7. | Charli Petrov Melissa Wu                                 | Ausztrália (AUS)         | 264,48    | 9.        | 274,68 | 7.      |
| 8. | Viviana del Ángel Peniche Samantha Jiménez Santos        | Mexikó (MEX)             | 271,62    | 5.        | 269,10 | 8.      |
| 9. | Robyn Birch Emily Martin                                 | Egyesült Királyság (GBR) | 269,58    | 7.        | 259,20 | 9.      |